# Shunji Kishi
Shunji Kishi (japanisch 貴志 俊治 Kishi Shunji; * 25. Juli 1961 in der Präfektur Tokushima) ist ein ehemaliger japanischer Fußballspieler.

## Karriere
Kishi erlernte das Fußballspielen in der Schulmannschaft der Tokushima Commercial High School. Seinen ersten Vertrag unterschrieb er 1980 bei Yanmar Diesel (heute: Cerezo Osaka). Der Verein spielte in der höchsten Liga des Landes, der Japan Soccer League. Mit dem Verein wurde er 1980 japanischer Meister. 1983 und 1984 gewann er mit dem Verein den JSL Cup. Für den Verein absolvierte er 113 Erstligaspiele. Ende 1994 beendete er seine Karriere als Fußballspieler.

## Erfolge
Yanmar Diesel
- Japan Soccer League

Meister: 1980
- JSL Cup

Sieger: 1983, 1984
Finalist: 1982
- Kaiserpokal

Finalist: 1983, 1984